# Une semaine d'enfer (magazine télévisé)
Pour les articles homonymes, voir Une semaine d'enfer.
Une semaine d’enfer est un magazine télévisé présenté par François Pécheux, diffusé sur France 4 chaque mardi soir en deuxième partie de soirée depuis le 5 octobre 2011.

## Rubriques

### Et si…
Une chronique de prospective de fiction. Menée de main de maître par Cécile Larripa.

## Émissions
| Date de diffusion | Sujets | Téléspectateurs | Part d'audience | Réf.  |
| ----------------- | --- | --------------- | --------------- | ----- |
| 5 octobre 2011    | … |                 | %               |       |
| 12 octobre 2011   | … |                 | %               |       |
| 19 octobre 2011   | … |                 | %               |       |
| 26 octobre 2011   | | 110 000         | 0,5 %           | [ 1 ] |
| 2 novembre 2011   | - L'interview exclusive de Tristane Banon. - Grande Enquête: Cannabis et prohibition. - Anissa Arfaoui et les manies procédurières des politiques. - Mehdi et Badrou dans le monde des traders - Mathilde et Audrey Tinthoin au Salon des jeux vidéo - Et si... la limitation sur les autoroutes disparaissait - Dans la loge de François-Xavier Demaison | 182 000         | 1,4 %           | [ 1 ] |
| 8 novembre 2011   | - Grande Enquête de Charles Emptaz : la Libye libre. - L'interview "les yeux dans les yeux" avec Laurent de Villiers. - Anissa Arfaoui et le sexisme ordinaire en politique. - Mehdi et Badrou dans le monde du porno - Mathilde et Audrey Tinthoin dans les coulisses du Cirque Gruss - Et si... on supprimait la provocation dans notre société ? | 137 000         | 1,0 %           | [ 1 ] |
| 15 novembre 2011  | - Grande Enquête sur le trafic des faux permis. - Interview "les yeux dans les yeux" avec Isabelle Coutant-Peyre, avocate et épouse du terroriste Carlos. - L'histoire de la semaine: Maxime Verner, 22 ans et candidat à l'élection présidentielle. - Anissa Arfaoui et la bataille du Sénat sur la question de l'école obligatoire dès 3 ans - Mathilde et Audrey Tinthoin à la rencontre des Indignés français - Et si... on supprimait le nucléaire ? - Mehdi et Badrou dans le monde du poker face à Patrick Bruel | 193 000         | 1,2 %           | [ 1 ] |
| 22 novembre 2011  | - Grande Enquête sur l'allaitement : "le sein sinon rien". - Interview "les yeux dans les yeux" avec Annabelle Delory, dont le frère a été enlevé au Niger puis tué dans des circonstances troublantes durant l'assaut des forces spéciales françaises. - L'histoire de la semaine: D. Pierre Razavi, urgentiste à domicile - Anissa Arfaoui et les sondages politiques - Et si... on supprimait l'école publique? - Mathilde et Audrey Tinthoin font du... tintouin ! - Mehdi et Badrou dans l'univers des séries TV   | 193 000         | 1,0 %           | [ 1 ] |
| 29 novembre 2011  | - L'histoire de la semaine : Berthet One, libéré par la BD - Et si… on rétablissait le service militaire ? - Grande Enquête : Tchernobyl : le combat corse - Anissa Arfaoui se plonge dans la généalogie de nos politiques - Interview "les yeux dans les yeux" avec F. Matwies, monstre repenti - Mathilde et Audrey Tinthoin font du roller derby - Mehdi et Badrou découvrent les ventes aux enchères de Drouot | 119 000         | 0,6 %           | [ 1 ] |
| 6 décembre 2011   | - Grande Enquête : Ruiné par le poker - Et si…la presse papier disparaissait? - Anissa Arfaoui et les couacs de campagne de François Hollande - Interview "les yeux dans les yeux" avec les parents de Florence Cassez qui racontent leur combat pour faire libérer leur fille condamnée à 60 ans de prison au Mexique. - L'histoire de la semaine : Fraudes à la carte grise - Mathilde et Audrey Tinthoin échangent leurs talents à L'Accorderie - Mehdi et Badrou au Salon de la moto                                | 160 000         | 0,9 %           | [ 1 ] |
| 13 décembre 2011  | - Et si... le Père Noël n'existait pas ? - L'histoire de la semaine : Fin du monde à Bugarach - L'enquête: Psychose sur la Deûle - Anissa Arfaoui et les vœux des politiques - Interview "les yeux dans les yeux" avec Katia Colombo sur le scandale de prothèses mammaires défectueuses - Mathilde et Audrey Tinthoin à l'expo Sex in the City - Mehdi et Badrou face au rappeur Booba | 237 000         | 1,7 %           | [ 1 ] |
| 10 janvier 2012   | - Et si... la fin du monde était pour 2012 ? - En immersion : Locminé défie le PSG - L'histoire de la semaine: Etudiants étrangers: bonjour chez vous ! - Bonne Question! : kilos en moins = points en plus ? - L'enquête: Grèce - Joyeux Noël DTC - Y a pas que la politique dans la vie: Et toi, t'es sur la liste? - Interview "les yeux dans les yeux" avec Elina Dumont, ex-sdf devenue comédienne. |                 | %               |       |
| 17 janvier 2012   | - En immersion : Les soldes en solde - L'histoire de la semaine : Alain Guyard, le philo show - L'enquête : Gare aux ondes! - Interview "les yeux dans les yeux" avec Patrick Keil, ex-juge de l'affaire Festina, qui raconte sa descente aux enfers. - Et si... on supprimait Internet ? - Ni dupes, ni soumises : Cyrano 2.0, coach de drague sur le net - On ne sortira pas de là avant d'avoir compris... les reporters de guerre avec Nicolas Poincaré.                                                            |                 | %               |       |
| 24 janvier 2012   | - Qui a encore envie de faire du porno ?... Bonne Question ! - Et si... on n'avait plus de chocolat ? - Ni dupes, ni soumises: L'infidélité. Surfer, c'est tromper ? - L'enquête : La chasse aux fraudeurs - En immersion : Papiers, s'il vous plait! - L'histoire de la semaine : La Rôtisserie en lutte - Interview "les yeux dans les yeux" avec Sihem Souid, une femme d'honneur |                 | %               |       |
| 31 janvier 2012   | - Accros aux séries TV : où vont-ils se fournir ?... Bonne Question ! - Et si... j'étais l'émir du Qatar ? - En immersion : Fashion week, couture en coulisses - Ni dupes, ni soumises: La chirurgie esthétique, à quels seins se vouer ? - L'histoire de la semaine : Pas de prison chez nous ! - L'enquête: Tout bio, tout bon ? - Interview "les yeux dans les yeux" avec Chloé et son épouse Marie |                 | %               |       |
| 7 février 2012    | - Ni dupes, ni soumises: Blog power - Doit-on avoir peur des Anonymous ?... Bonne Question ! - L'histoire de la semaine : Locataires : achetez ou partez ! - Et si... on ne consommait que français? - L'enquête: Subutex, drogue ou médoc ? - En immersion à Dakar, au cœur de la révolte - On ne sortira pas avant d'avoir compris... les Renseignements Généraux - Interview "les yeux dans les yeux" avec Alain Caillol, papi flingueur                                                                             |                 | %               |       |
| 14 février 2012   | - Places de concert : Faut-il stopper le marché noir ?... Bonne Question ! - Ni dupes, ni soumises : des sextoys pour la Saint-Valentin - L'histoire de la semaine : Guerre à la malbouffe - En immersion au SAMU - L'enquête : Les naturopathes - Et si... on était immortel ? - Interview "les yeux dans les yeux" avec Candice Cohen Ahnine, "Rendez moi ma fille !" |                 | %               |       |
| 21 février 2012   | - C'est qui la Génération Y ?... Bonne Question ! - Et si... on était télépathe ? - Ni dupes, ni soumises : Ma coloc est nommée aux Oscars - L'histoire de la semaine : Le Mystère des dons de francs - L'enquête : Intouchables, et après ? - En immersion : La Prêche Academy - Interview "les yeux dans les yeux" avec Olivier Ameisen : "Alcoolisme: pilule miracle" |                 | %               |       |
| 28 février 2012   | - Peut-on appeler son fils comme un meuble en kit ?... Bonne Question ! - En immersion: Le Carnaval de Dunkerque - Ni dupes, ni soumises : Dans la peau d'une gothique - Et si... on pouvait effacer le temps? - L'enquête : L'or de la crise - L'histoire de la semaine : Maternité de La Seyne-sur-Mer : Pousse toujours ! - Interview "les yeux dans les yeux" avec Paul François contre Monsanto - On ne sortira pas avant d'avoir compris... les liens avec l'au-delà.                                             |                 | %               |       |